# Serra de l'Embestida
La Serra de l'Embestida és una serra situada als municipis de Mont-ral a l'Alt Camp i Capafonts al Baix Camp, amb una elevació màxima de 1.031 metres.